# Минск-Сортировочный
Минск-Сортиро́вочный (бел. Мінск-Сартыравальны, также известна как Минск-Товарный) — узловая грузовая железнодорожная станция на Барановичском направлении Минского отделения Белорусской железной дороги. Станция расположена в Октябрьском районе Минска между Брест-Литовской и Вирской улицами в двух километрах от станции Минск-Пассажирский.
В состав станции входят пассажирские остановочные пункты Институт культуры и Столичный. На станции расположен Центр управления перевозок Белорусской железной дороги.

## История
Станция была открыта в 1871 году вместе с железнодорожным движением в Минске, а также локомотивным депо (ТЧ-1). В 1900 году в мастерской Либаво-Роменской железной дороги насчитывалось 133 рабочих, а сумма годового производства составляла 250 тысяч рублей. К 1913 году число рабочих возросло до 171, годовое производство — до 320 тысяч рублей. Во время Первой мировой войны, минские железнодорожные станции и ремонтно-механические мастерские перешли под управление артиллерийского ведомства. Со станции проводилась эвакуация 16 промышленных предприятий и около тысячи рабочих. В 1870 году возле будущей товарной станции в Минске был открыт деревянный Брестский вокзал (далее — Александровский), который располагался в районе перекрестка нынешних улиц Суражской и Московской, где в нынешнее время располагается остановочный пункт Институт Культуры. Вокзал был закрыт в 1928 году, после чего оставалось здание, которое сгорело в июне 1941 года при бомбардировках Минска.
В 1960-е годы была проведена реконструкция станции. В 1975 году станция была электрифицирована переменным током (~25 кВ) в составе участка Минск—Столбцы. В 1984 году от станции была сооружена железнодорожная ветка к электродепо «Московское» Минского метрополитена. В 1987—1991 годах над станцией был возведён самый длинный путепровод в городе. В 2011 году на станции был открыт памятный знак в честь 140-летия основания локомотивного депо „Минск“.

## Инфраструктура
На станции расположено большое количество открытых площадок для хранения контейнеров, высокие и низкие платформы для разгрузки грузовых вагонов. По числу сортировочных комплектов станция является односторонней, с последовательным расположением парков. Последовательно расположены парк прибытия (№1), сортировочный парк (№2) и парк местной работы (№5). Приёмно-отправочные парки (№3 и №4) расположены параллельно друг от друга и последовательно относительно других парков. Локомотивное и вагонное депо расположены по островному типу между парками №5, 3 и 4.

## Путевое развитие
Пути для приёма и отправления поездов парков №1, 3 и 4 и межпарковых соединений — электрифицированы. Станция оборудована блочной маршрутно-релейной централизацией. Главные пути станции специализированы для пропуска поездов различных категорий и направлений. Отдельные пути принимают и отправляют грузовые и пассажирские электропоезда на станции Минск-Восточный, Минск-Северный, Минск-Южный и Помыслище. Четыре пути принимают пассажирские поезда со станции Минск-Пассажирский и грузовые со станций Минск-Восточный, Минск-Северный и Минск-Южный. Трое путей предназначены для  пропуска поездов для грузовых и пассажирских поездов, следующих на станцию Помыслище. Всего на станции более 20 путей.
Отдельные соединительные ветки ведут к Минскому вагоноремонтному заводу, УП «Белжелдорснаб» Белорусской железной дороги и мастерским ПЧ-3.

## Грузовые работы
Станция обеспечивает выполнение операций, связанных с перевозкой пассажиров, багажа и почты, приёмом и отправлением поездов. На станции осуществляется обработка транзитных пассажирских поездов (техническое обслуживание, отцепка и прицепка вагонов, смена поездных локомотивов и локомотивных бригад, снабжение при необходимости водой, топливом и другим), расформирование и формирование составов пассажирских поездов, подготовка составов пассажирских поездов в рейс, подача и уборка вагонов для производства отцепочного ремонта.

## Галерея

Станция Минск-Сортировочный
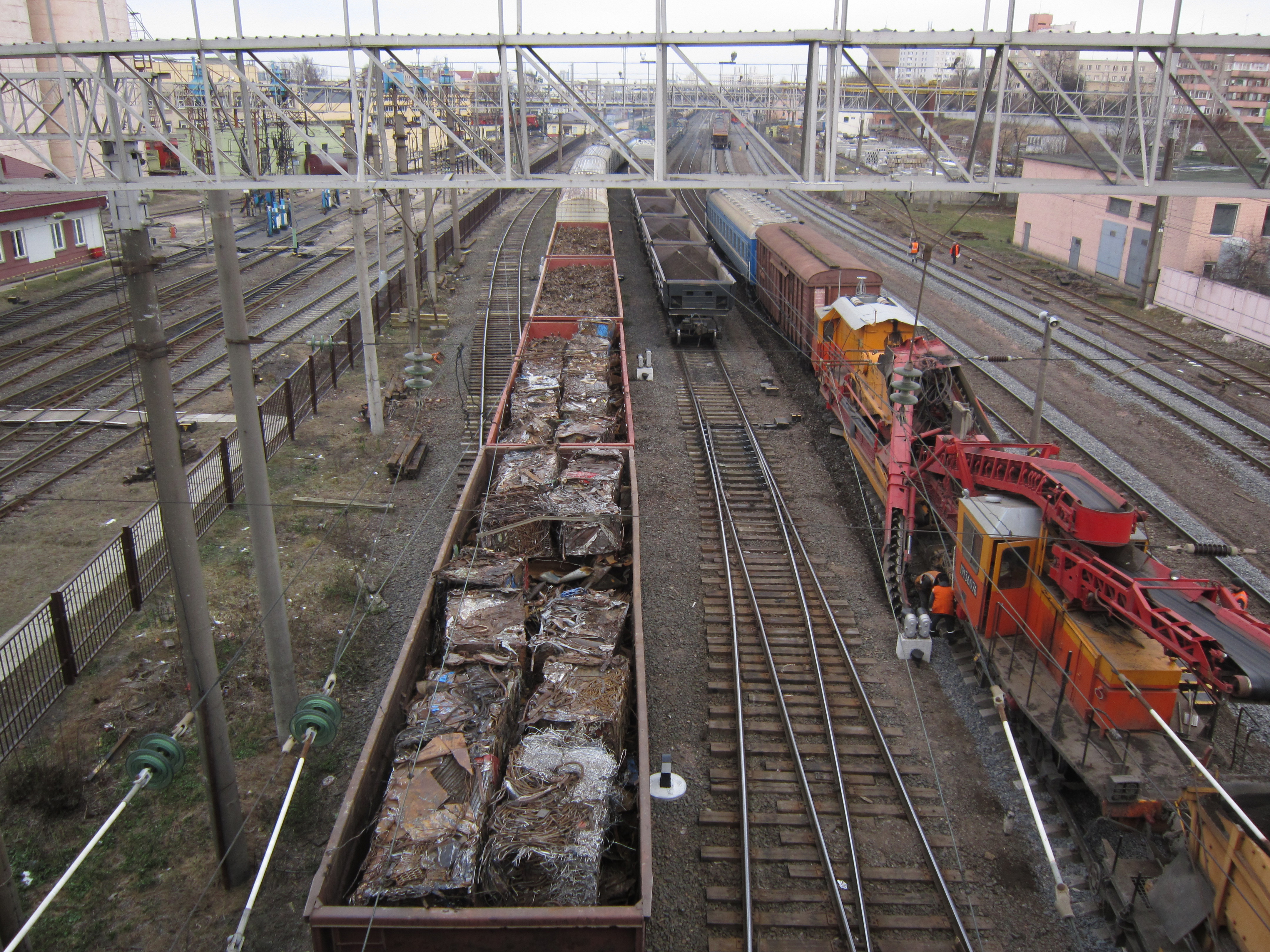
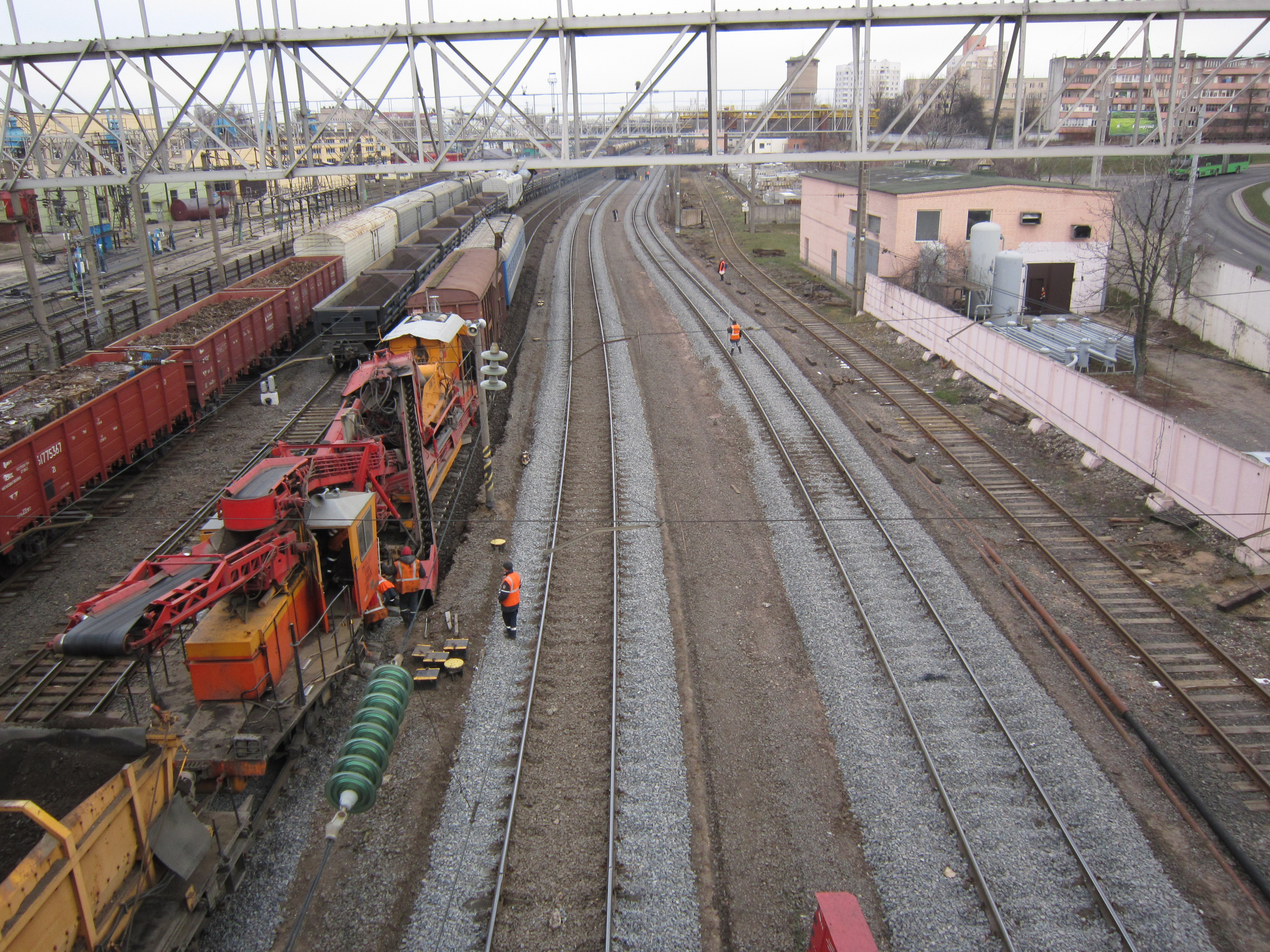
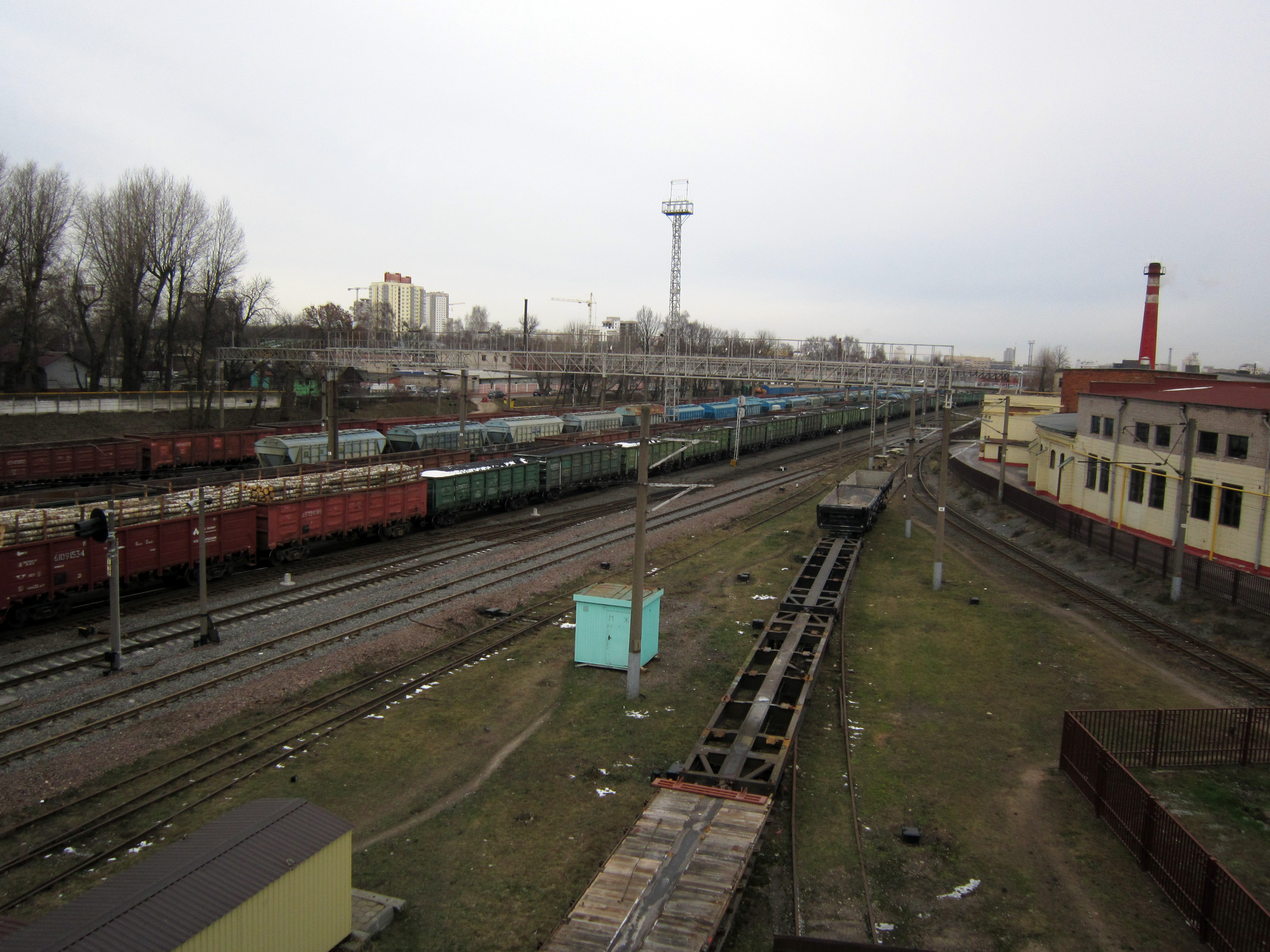
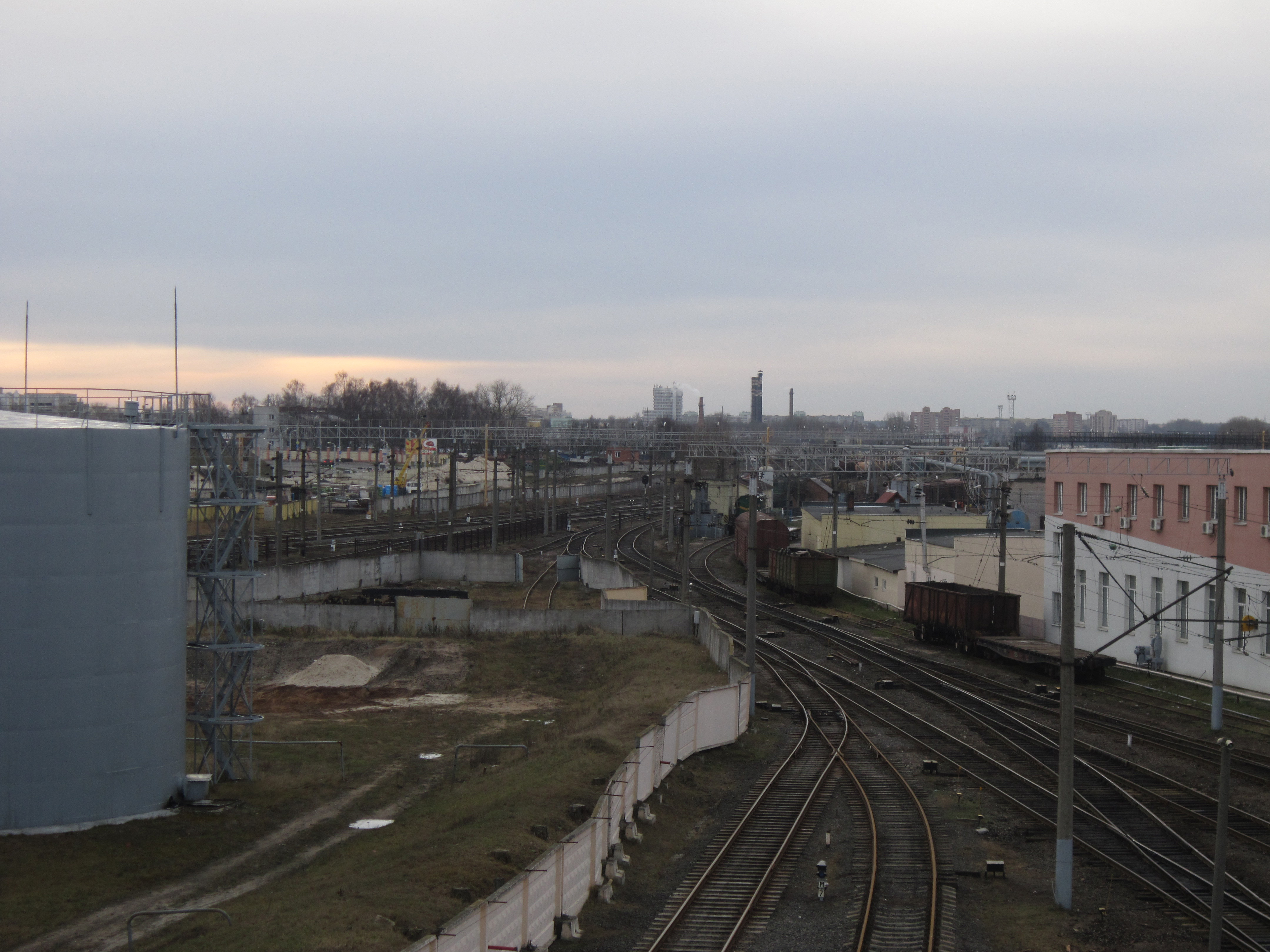
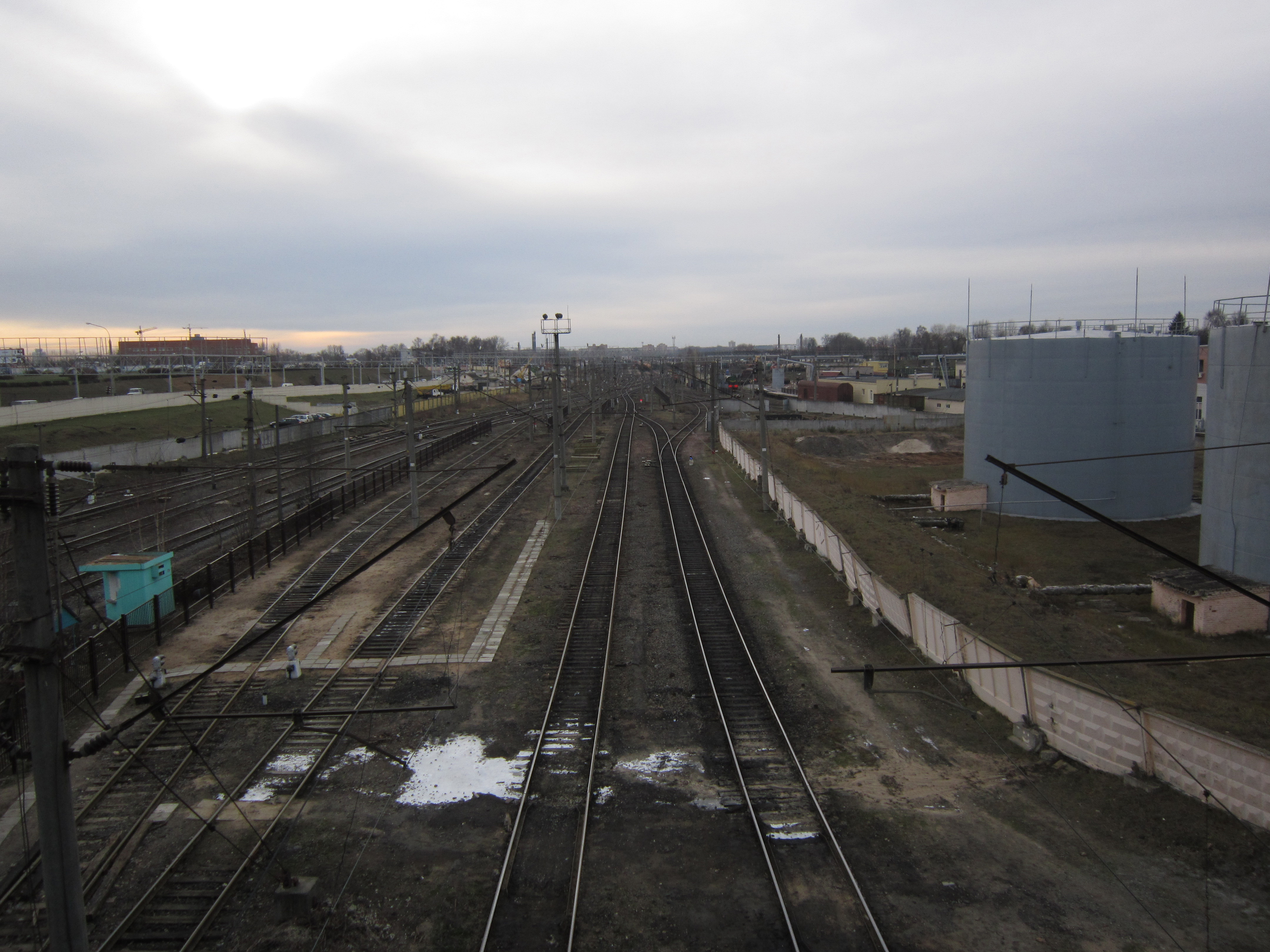
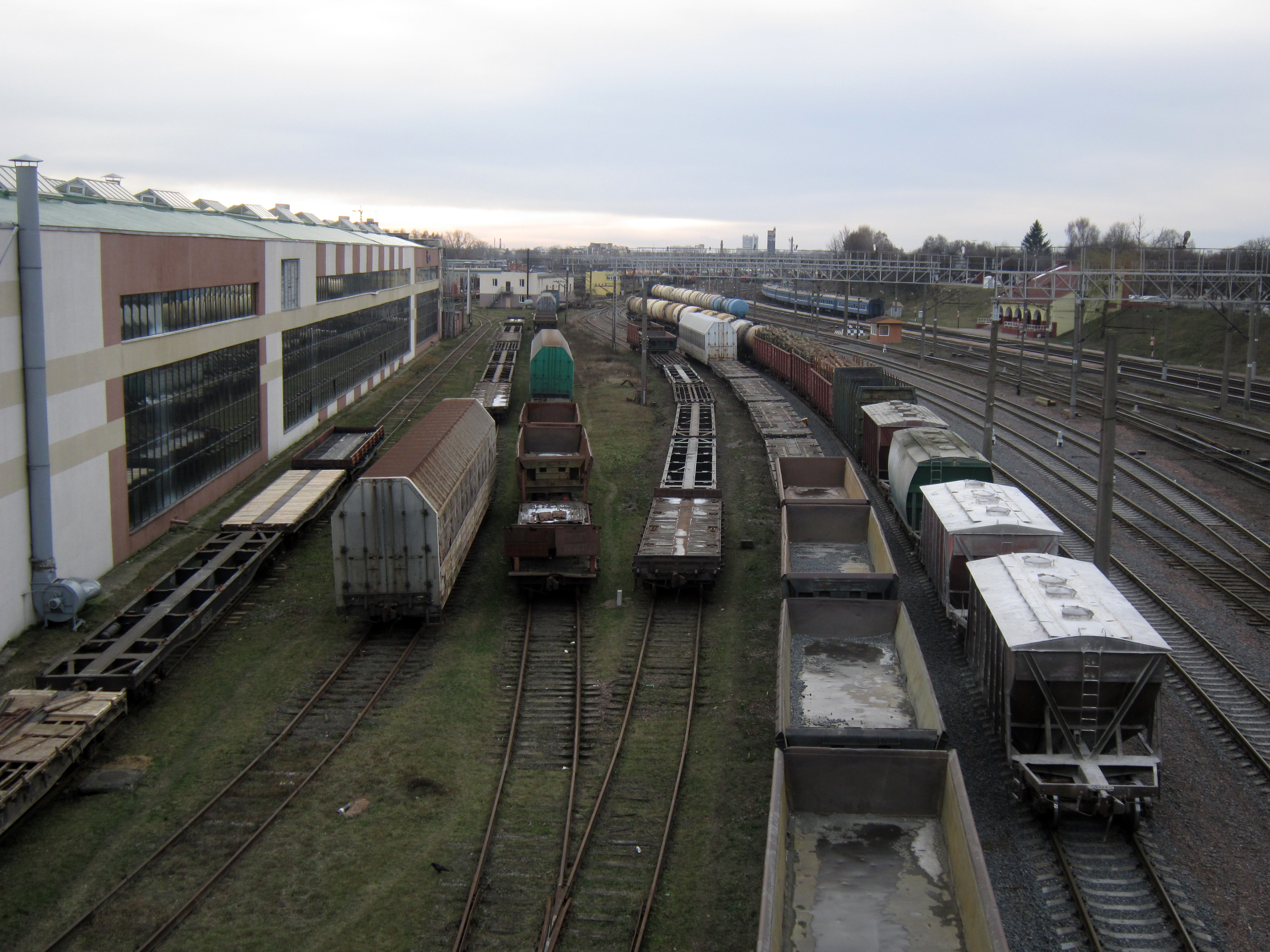